# Sylvestre Mudacumura
Sylvestre Mudacumura   (Gisenyi, 1954 - 18 de setembre de 2019) va ser un militar ruandès, comandant general de l'ala militar de les Forces Democràtiques d'Alliberament de Ruanda (FDLR), conegudes com a Forces Combattants Abacunguzi (FOCA). Va ser el comandant adjunt de la Guàrdia Presidencial de les Forces Armades de Ruanda durant el genocidi ruandès de 1994. Descrit com a edat de 55 el 2009, abans del genocidi, va assistir a "l'acadèmia de lideratge de les forces armades a Hamburg" en una beca de dos anys. (Aquesta institució podria haver estat la Führungsakademie der Bundeswehr.) Després del genocidi, es creu que l'esposa i els nens de Mudacumura es van traslladar a Alemanya amb l'ajuda del líder polític de les FDLR Ignace Murwanashyaka.
Mudacumura és un "occidentals" de la FDLR, pertanyent al grup de rebels que anteriorment es trobaven a Kamina i va lluitar al costat de les Forces Armades Congoleses, oposat al grup que es va quedar als Kivus. Des de 2003, hi ha hagut tensions dins del FDLR, ja que Mudacumura ha substituït els "orientals" amb "occidentals" en l'estructura de comandaments. Està implicat en la mort de l'antic comandant de la primera FOCA a desembre de 2006, el coronel Jean Baptist Kanyandekwe, que va morir enverinat en una festa organitzada pel cap de la FOCA. Es diu que Kanyandekwe liderava una facció que propugnava el final de les hostilitats i el retorn dels rebels a Ruanda.
Human Rights Watch va dir el desembre de 2009,
| « | Segons antics combatents de la FDLR entrevistats per Human Rights Watch i altres, el general Mudacumura té una responsabilitat clara i immediata de comandament sobre les forces del FDLR. "És Mudacumura qui dona totes les ordres i instruccions generals, i altres segueixen les seves ordres ... Cap operació es podria fer mai sense el seu consentiment", va dir un ex combatent de la FDLR a Human Rights Watch. En un altre cas, un desertor superior de FDLR de la Brigada de Reserva va dir als oficials de l'ONU que el Tinent Col. Félicien Nzabanita, comandant de la Brigada de Reserva, que va dur a terme alguns dels atacs més grans contra civils durant Umoja Wetu i Kimia II, "mai es prenia cap decisió a menys que vingués de Mudacumura." | » |

No és clar si Mudacumura o Murwanashyaka tenien més poder en l'organització, amb almenys un coronel de FOCA que informa que Murwanashyaka informava a Mudacumura durant una visita. El germà petit de Mudacumura, conegut com a "Big Patrick", havia estat relacionat amb el Batalló Indi de la MONUC. També es rumorejava que Big Patrick havia utilitzat els seus contactes amb la MONUC per proporcionar assistència mèdica expatriada a Mudacumura el novembre de 2009. El cunyat de Mudacumura, el tinent coronel Edmond Ngarambe, era el principal portaveu de FOCA abans de ser capturat en l'Operació Umoja Wetu.

## Sancions i càrrecs penals
Ha estat sancionat per l'Oficina de Control d'Actius Estrangers dels Estats Units (OFAC). En virtut de Orde Executiva 13413 i la Llista Consolidada de Prohibició de Viatjar i de Congelació d'Actius del Consell de Seguretat de les Nacions Unides.
El fiscal de la Cort Penal Internacional va demanar una ordre de detenció contra ell, al·legant la responsabilitat dels crims contra la humanitat i crims de guerra comesos durant el període 2009-10 als Kivus. L'ordre va ser emesa el 13 de juliol de 2012.